# Onamihime
Onamihime (阿南姫, 4 de juliol de 1541 – 30 d'agost de 1602) fou una guerrera samurai (onna-bugeisha) de finals del període Sengoku, cap del clan Nikaidō i governant del castell Sukagawa, a la Província de Mutsu.

## Enfrontament contra Date Masamune
Onamihime es va casar amb Nikaidō Moriyoshi i van tenir dos fills, Heishiro i Yukichika. Heishiro va ser enviat com a ostatge amb el poderós clan Ashina i va ser adoptat per Ashina Moritaka. Després de la mort de Moriyoshi i Yukichika, Onamihime es va convertir en la senyora del castell de Sukagawa, en la cap del clan Nikaidō i va prendre el nom religiós de Daijou-in.
A causa de la mort Date Terumune a mans de Nihonmatsu Yoshitsugu, Date Masamune, (el seu fill i nebot d'Onamihime) va jurar venjança, llançant un atac contra Nihonmatsu el 1585. Onamihime va lluitar en la batalla de Hitotoribashi al costat de clan Ashina, el clan Sōma, el clan Hatakeyama i el clan Satake contra clan Data. Els aliats van marxar amb els seus 30.000 efectius contra el castell de Motomiya. Masamune, amb només 7.000 soldats, va preparar una estratègia defensiva, de manera que, quan Onamihime va ordenar l'atac a les seves tropes, li fou impossible superar les forces seu nebot. El 1588, Onamihime es va aliar de nou amb els Ashina i el clan Sōma per a enfrontar-se a Date Masamune a la batalla de Koriyama.

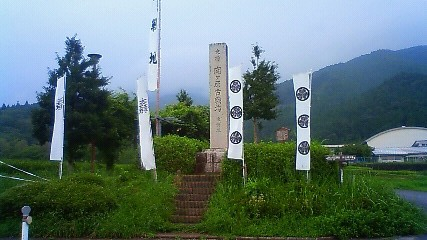
Monument de la batalla de Sekigahara, la darrera que lliurà Onamihime

La batalla de Suriagehara va començar el juliol de 1589, Masamune va derrotar a les tropes Ashina i Satake, consolidant-se en el poder al sud de la província de Mutsu. Després d'això, Masamune va demanar a la seva tia que es rendís, però ella es va negar. Onamihime i el clan Ishikawa van continuar resistint a la seva plaça forta, el castell de Sukagawa. Finalment, quan el seu vassall Hodohara Yukifuji va trair el clan Nikaidō i va ajudar Masamune, el 26 d'octubre de 1589, el castell va caure.
Masamune va perdonar la vida de la seva tia Onamihime i l'escortà al castell Suginome per a que s'hi retirés a viure, però ella es resistia a ser derrotada d'aquesta manera. Onamihime, que odiava Masamune, es va quedar amb Iwaki Tsunetaka, que era un altre nebot. Després de la seva mort, va anar a Satake Yoshinobu. El clan Satake es va aliar amb  l'Exèrcit de l'oest i Onamihime va lluitar en la batalla de Sekigahara. Després de la derrota de l'Exèrcit de l'Oest per part de les Forces Orientals de Tokugawa Ieyasu, es va permetre que el clan Satake continués existint, però va ser castigat. Els Satake van ser traslladats a la província de Dewa, per ordre de Tokugawa, el 1602. Va ser aquest mateix any, de camí cap a Dewa, mentre passava pel seu antic castell de Sukagawa, quan Onamihime va morir. Se la va enterrar en aquell mateix lloc.

## En la cultura popular
Onamihime apareix en la sèrie de videojocs Nobunaga's Ambition.